# 金鸡坡街道
金鸡坡街道，是中华人民共和国江西省九江市浔阳区下辖的一个乡镇级行政单位。

## 行政区划
金鸡坡街道下辖以下地区：
发电厂社区、石化社区、中铁九桥社区、金安湖社区、新塘社区、金炼社区、大王庙村、大塘村、游岭村、姬公庵村、金鸡坡村和曹家山村。